# Abul Khattar al-Husam ibn Darar al-Kalbi
Abul Khattar al-Husam ibn Darar al-Kalbi (Arabisch: أبو الخطار الحسام بن ضرار الكلبي) was de wāli van Al-Andalus namens de Omajjaden kalief in Damascus. Hij regeerde van mei 743 tot augustus 745.
Hij werd in 745 opgevolgd door Tuwaba ibn Salama al-Judami.
In een poging weer aan de macht te komen, werd hij tijdens de Jemenitische opstand, samen met Yahya ibn Hurayth in 747 verslagen in de Slag bij Shaqunda (bij Córdoba) door de Ma'additen onder de wāli van Al-Andalus, Yusuf ibn Abd al-Rahman al-Fihri en gevangengenomen.